# Przełęcz Tihuța

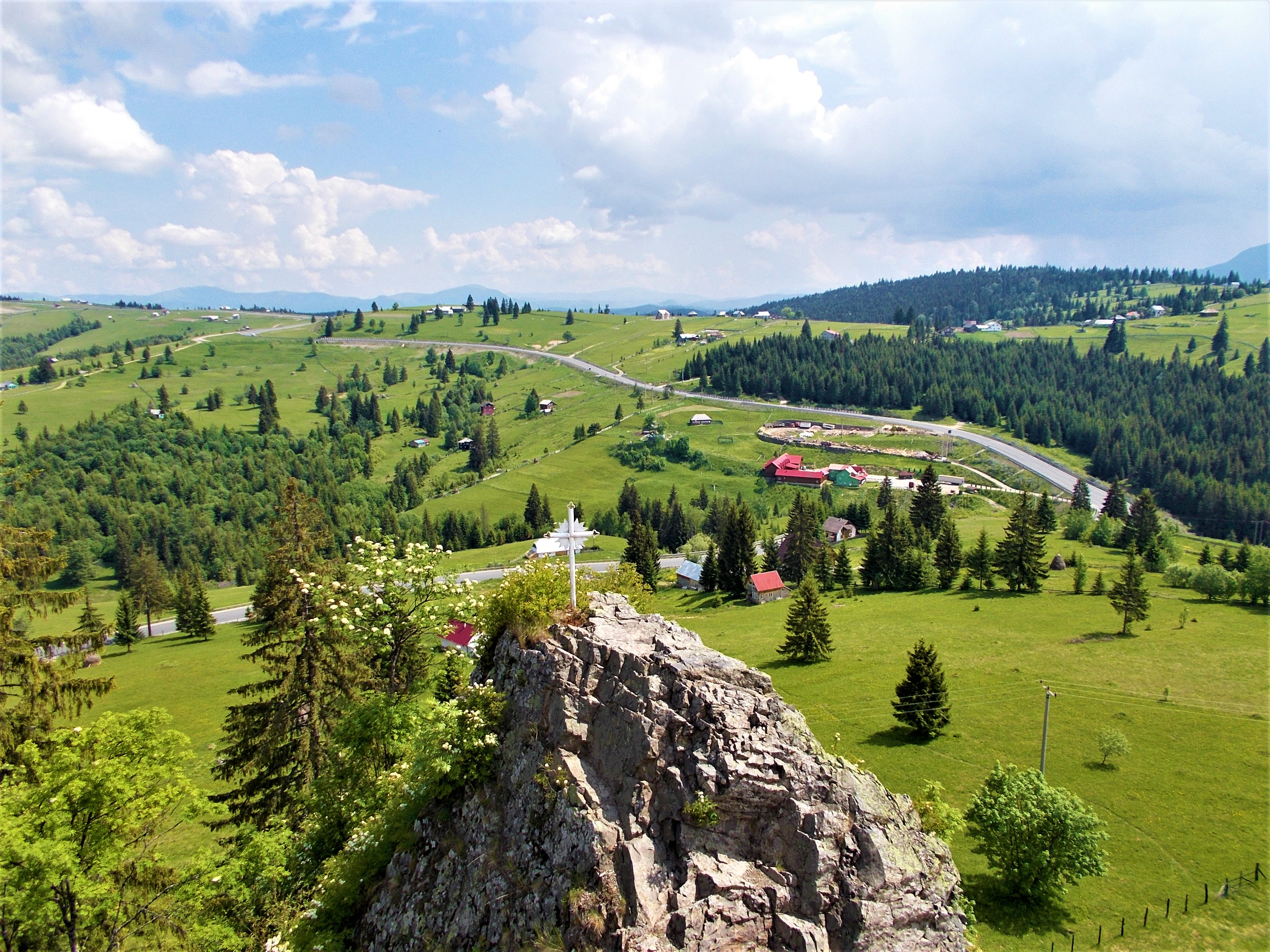
Przełęcz Tihuța

Przełęcz Tihuța (rum. Pasul Tihuța, Pasul Bârgău, węg. Borgói-hágó, Radnai-hágó) – przełęcz położona w Wewnętrznych Karpat Wschodnich, w południowo-wschodniej części Gór Bârgău, na wysokości 1201 m n.p.m. Przebiega przez nią droga krajowa DN17 (będąca częścią trasy europejskiej E58) łącząca Kotlinę Dornelor i Wyżynę Transylwańską.

## Położenie geograficzne
Przełęcz znajduje się na grzbiecie górskim pomiędzy położonym na wschodzie szczytem Măgura Calului (1229 m n.p.m.), a położoną na zachodzie Piatra Fântânele (1067 m n.p.m.).
W pobliżu przełęczy Tihuța znajdują się: na północy Przełęcz Grădinița, na północnym wschodzie Przełęcz Mestecăniș, na wschodzie Przełęcz Păltiniș oraz Przełęcz Creanga na południowym wschodzie.

## Historia
Droga przez przełęcz powstała z inicjatywy cesarza Józefa II; budowana dzięki Radzie Wojennej Armii Austro-Węgierskiej w latach 1812–1817. W 1969 powstała w tym miejscu droga asfaltowa.

## Pobliskie obiekty turystyczne
- rezerwat Tinovul Poiana Stampei;

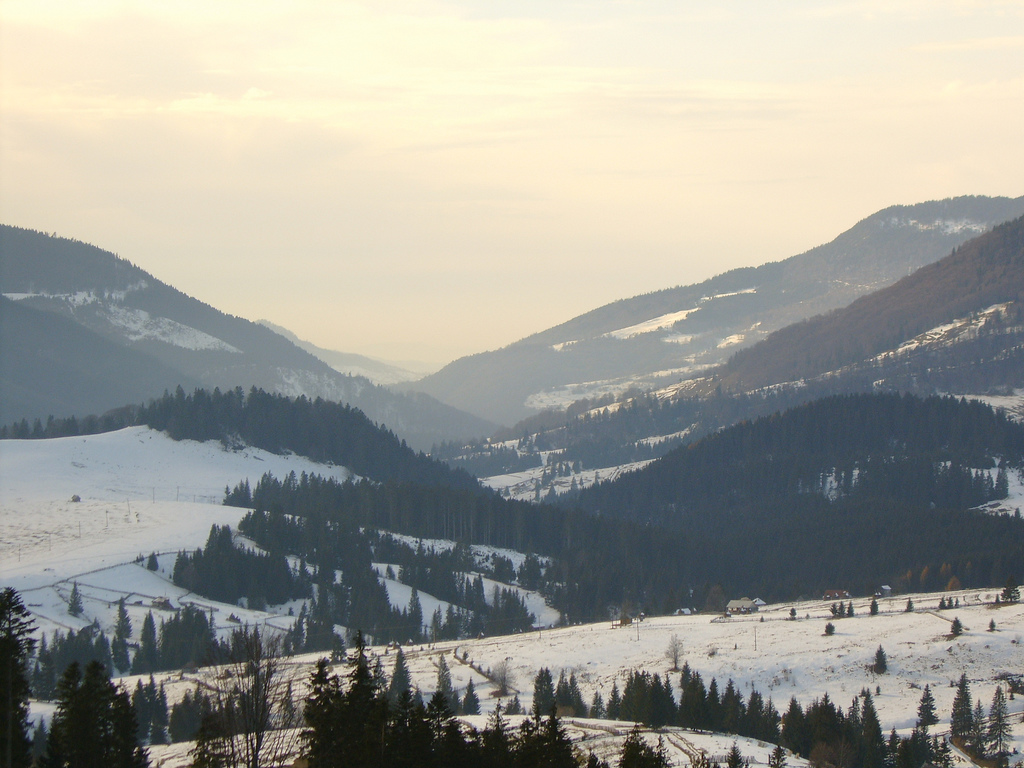
Widok z wyciągu krzesełkowego

- ośrodek turystyczny Piatra Fântânele (1201 m), w której znajduje się zbudowany w 1978 hotel zainspirowany powieścią Drakula[8][9], a także stoki narciarskie i tory saneczkowe[5];
- klasztor Piatra Fântânele, z metalowym krzyżem o wysokości 31 m[10];
- jezioro Colibița.

## Nazwa

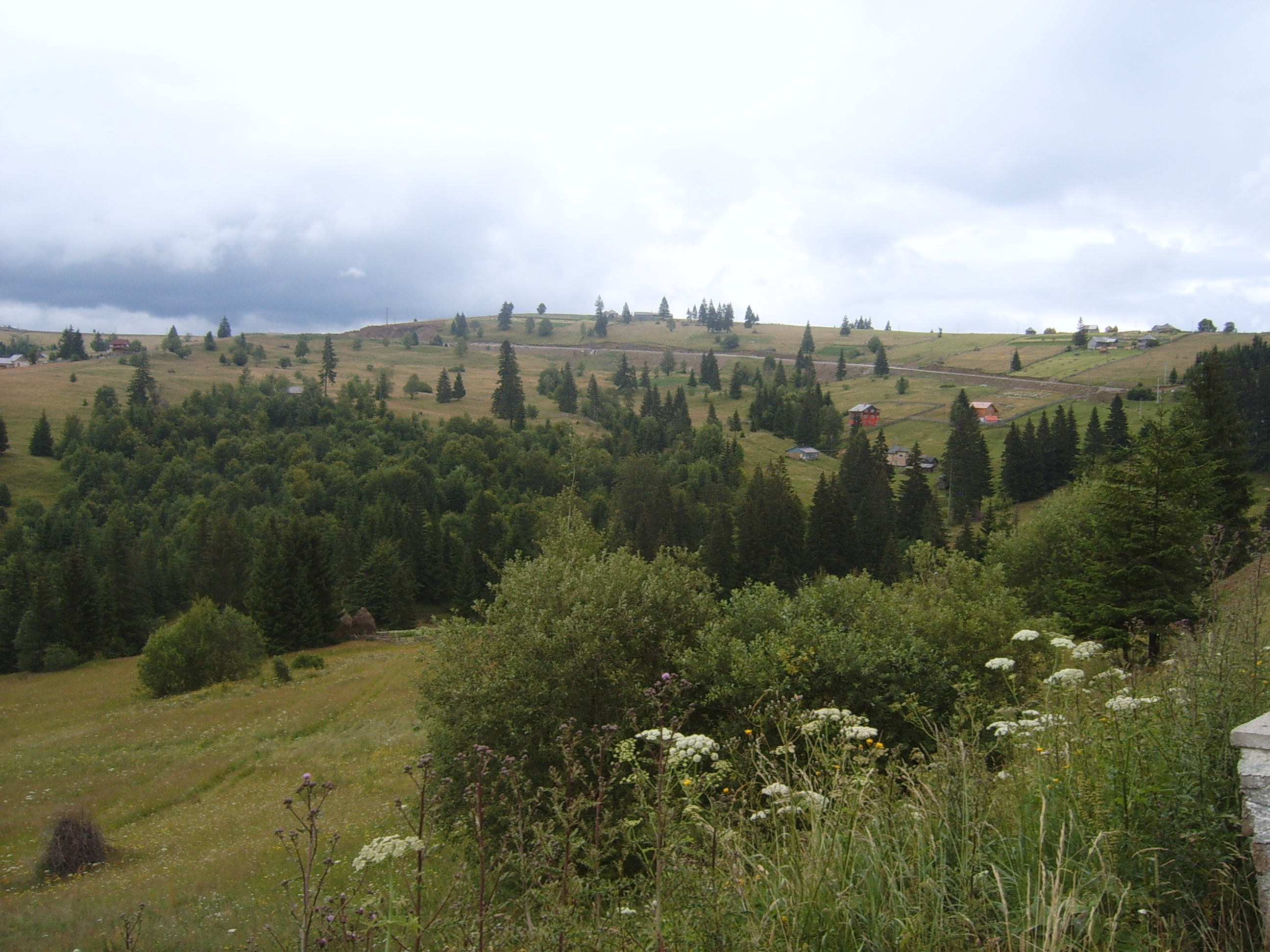
Widok na przełęcz

Przełęcz pod nazwą Przełęcz Bârgău lub Przełęcz Borgo pojawiła się po raz pierwszy po wybudowaniu w dolinie Bîrgău drogi łączącej Siedmiogród i Bukowinę, na mapie opracowanej w wyniku trzeciego austriackiego badania topograficznego (1869-1887). W literaturze ta nazwa znajduje się w powieści Dracula autorstwa Brama Stokera, wskazując miejsce, w którym prawnik Jonathan Harker ma zostać przewieziony do jego zamku w Karpatach. Nazwa ta pojawiła się też w ekranizacji z 1931.